# ヤブラン属
ヤブラン属（ヤブランぞく、学名：Liriope、漢字表記：薮蘭属）はキジカクシ科（APG植物分類体系）の属の1つ。旧分類ではユリ科に含められた。

## 特徴
根茎は短い。葉は線形。花は花茎に穂状花序につき、花被片は6個で離生する。雄蕊は6個あり、花糸は太く糸状で、葯の先は円い。子房は上位で、3室あり、それぞれに2個の胚珠がある。種子は露出し、成熟すると球状で紫黒色になる。
東アジアに数種、日本には3種ある。

## 種

### 日本に分布する種
- ヤブラン Liriope muscari (Decne.) L.H.Bailey -日本の本州・四国・九州・琉球、朝鮮南部、中国（本土・台湾）に分布する。
- コヤブラン Liriope spicata Lour. -日本の本州（中部地方以西）・四国・九州・琉球、朝鮮、中国（本土・台湾）、インドシナに分布する。
- ヒメヤブラン Liriope minor (Maxim.) Makino -日本の北海道西南部・本州・四国・九州・琉球、朝鮮、中国、フィリピンに分布する。

### その他の種
- ホソバヤブラン Liriope graminifolia (L.) Baker -中国からフィリピン北部に分布する。
- Liriope kansuensis (Batalin) C.H.Wright -中国に分布する。
- Liriope longipedicellata F.T.Wang & Tang -中国に分布する。